# 守屋徳夫
守屋 徳夫（もりや のりお、明治21年（1888年）1月27日 - 没年不明）は、日本の実業家。樺太水産（株）社長。樺太魚菜配給（株）取締。樺太水産物統制販売組合監事。
元衆議院議員、元宮城県塩竈市長守屋栄夫の弟。外交官守屋和郎の兄。元防衛事務次官守屋武昌の叔父。

## 経歴
宮城県遠田郡富永村（のち古川市、現大崎市）出身。守屋徳郎の二男。守屋栄夫の弟。守屋和郎の兄。
明治42年（1909年）宮城師範学校卒業、大正4年（1915年）広島高等師範学校卒業、大正7年（1918年）京都帝国大学社会科卒業。台湾総督府視学・台北高等商業学校教授。旭紡秘書課長。朝鮮殖産銀行勤務。東洋拓殖資金課長。日魯漁業常任監査役

## 人物像
趣味は打球、文学。宗教は曹洞宗。住所は東京市小石川区林町。

## 家族・親族

### 守屋家
（宮城県遠田郡富永村（のち古川市、現大崎市）、塩竈市、東京都）
- 最初の妻・まさみ

明治25年（1892年） - 大正8年（1919年）9月25日没
- 2番目の妻・きう（鈴木重兵衛次女[5]）

明治33年（1900年）9月 - 没
- 3番目の妻・よう（宮城県、菊地辧蔵二女[3]）

明治36年（1903年）11月生 - 没
- 長男[2]
- 次男[2]

## 著書
- 『倫敦より紐育へ』（帝国地方行政学会朝鮮本部、1930.5）[6]

## 脚註
1. ↑  倫敦より紐育へ｜NDLサーチ - 国立国会図書館
2. 1 2 3 4 5  『宮城県名士寳鑑』宮城県名士寳鑑発刊事務所、1940年、p.523。
3. 1 2 3 4 5 6 7 8 9 10 11 12 13 14 15 16 17  『人事興信録. 第14版』下（昭和18（1943年））モ一八
4. ↑  守屋好 著、守屋栄夫 編『貞室好容録 : 守屋好の思出』1962年、p.1061。
5. 1 2  猪野三郎 編『現代人事調査録』帝国秘密探偵社、1925年、ス27頁。
6. ↑  CiNii